# Sarabanda
Sarabanda je tanec ve 3/4 nebo 3/2 tempu, který se z rychlého lidového tance pravděpodobně latinskoamerického původu v 17. století změnil na pomalý dvorní tanec a stal se obvyklou třetí větou barokní suity (allemanda – courante – sarabanda – gigue). Asi nejstarší zmínka pochází z roku 1539, kdy panamská báseň Fernanda Guzmána Mexíi zmiňuje tanec jménem zarabanda. Tanec zřejmě brzy pronikl do Evropy díky Arabům a pro svou tehdejší divokou a lascivní povahu byl již roku 1583 ve Španělsku zakázán Filipem II. Postupným vývojem se však tempo tance v 17. století zklidňovalo a sarabanda se stala přijatelnou i pro vyšší společnost.
Pro sarabandu ve vrcholné podobě je typický těžký a pomalý takt obvykle s důrazem na druhou dobu. Sarabandová věta mívá dvakrát osm taktů, přičemž každé osmitaktí se dá ještě dělit na čtyři dvojice taktů. Hudební fráze s výjimkou počátku skladby začínají zpravidla předtaktím.